# Cour Chamonard
La cour Chamonard est une ancienne voie des entrepôts de Bercy, dans le  12e arrondissement de Paris, en France.

## Origine du nom
Le nom de cette rue fait référence au nom d'un propriétaire de l'un des entrepôts de Bercy, membre du conseil municipal de la commune de Bercy.

## Situation
Cette voie des entrepôts de Bercy débutait rue du Petit-Bercy et se terminait rue de la Garonne.

## Historique
Cette rue a été ouverte en 1878. Il y avait à l'emplacement de cette cour un ancien relais de la poste aux chevaux. Les vestiges des écuries de ce relais étaient utilisés jusqu'en 1846, pour conduire les habitants de Bercy de la barrière de la Rapée au Louvre,.
Elle disparait, vers 1993,  lors de la démolition des entrepôts de Bercy dans le cadre de l'aménagement de la ZAC de Bercy.
Son emplacement est désormais occupé par la partie du parc de Bercy située entre les rues Joseph-Kessel, de l'Ambroisie, François-Truffaut et le quai de Bercy.